# Yang Wenjun
Yang Wenjun (chinesisch 楊文軍, Pinyin Yáng Wénjūn; * 25. Dezember 1983 in Fengcheng) ist ein ehemaliger chinesischer Kanute.

## Erfolge
Yang Wenjun gewann seine ersten internationalen Medaillen bei den Asienspielen 2002 in Busan. Im Zweier-Canadier siegte er dabei mit Wang Bing sowohl über 500 Meter als auch über 1000 Meter. Vier Jahre darauf nahm er an den Asienspielen 2006 in Doha teil, bei denen er sich auch im Einer-Canadier über 500 Meter die Goldmedaille sicherte. Mit Wang Bing gelang ihm im Zweier-Canadier über dieselbe Distanz diesmal nur der Gewinn der Silbermedaille.
Dazwischen gab er 2004 sein Olympiadebüt in Athen. Dort trat er mit Meng Guanliang in zwei Konkurrenzen im Zweier-Canadier an. Auf der 1000-Meter-Strecke verpassten sie als Fünfte ihres Vorlaufs die direkte Qualifikation für den Endlauf, schafften diese aber noch, nachdem sie das Halbfinale in 3:32,792 Minuten auf dem dritten Platz beendeten. Im Finale kamen sie in einer Zeit von 3:52,926 Minuten allerdings nicht über den neunten und letzten Platz hinaus. Besser lief es für Yang und Meng über 500 Meter. Sie gewannen in 1:38,916 Minuten ihren Vorlauf und waren auch im Finale das schnellste Boot. Sie überquerten nach 1:40,278 Minuten als Erste die Ziellinie, womit sie Olympiasieger wurden. Die Kubaner Ibrahim Rojas und Ledis Balceiro folgten mit nur 72 Tausendstel Sekunden Rückstand, dahinter Alexander Kostoglod und Alexander Kowaljow aus Russland mit 0,26 Sekunden Rückstand.
Im Jahr 2006 sicherte sich Wang in Szeged bei den Weltmeisterschaften im Einer-Canadier auf der 500-Meter-Distanz die Bronzemedaille. Ein Jahr belegte er bei den Weltmeisterschaften in Duisburg in dieser Disziplin erneut den dritten Platz. 2007 wurde er in Hwacheon im Einer-Canadier über 200 Meter Asienmeister.
Bei den Olympischen Spielen in Peking startete Yang nur in der Zweier-Canadier-Konkurrenz über 500 Meter, wiederum mit Meng Guanliang. Wie schon 2004 qualifizierten sie sich nach ihrem Sieg im ersten Vorlauf direkt für den Endlauf und wiederholten dort mit der schnellsten Zeit aller neun Starter ihren Olympiasieg. Sie beendeten den Lauf in 1:41,025 Minuten auf dem ersten Platz, vor den Russen Alexander Kostoglod und Sergei Ulegin mit einer Rennzeit von 1:41,282 Minuten sowie Christian Gille und Tomasz Wylenzek aus Deutschland, die in 1:41,964 Minuten das Ziel erreichten.
2013 beendete Yang nach seinem vierten nationalen Titelgewinn seine Karriere.